# Avimer
Avimere (Kurzwort für engl. avidity multimer) sind künstliche Proteine, die zur Bindung von Antigenen  befähigt sind. Diese zur Gruppe der Antikörpermimetika gehörenden kleinen Proteine wurden von dem kalifornischen Biotechnologie-Unternehmen Avidia, das mittlerweile von Amgen übernommen wurde, als potenzielle neue Arzneistoffe entwickelt.

## Struktur
Avimere bestehen aus zwei oder mehreren 30 bis 35 Aminosäuren langen Peptideinheiten, die strukturell von den A-Domänen verschiedener Rezeptoren der Zellmembran abgeleitet und mit Hilfe einer Linkerpeptidsequenz miteinander verbunden sind. Charakteristisch für diese Domänen ist ihre rigide, von Calcium und Disulfidbrücken stabilisierte Struktur. Jede der A-Domänen ist in der Lage, verschiedene Oberflächenstrukturen (Epitope) eines Zielproteins zu erkennen. Die Kombination von Domänen gegen verschiedene Epitope ein und desselben Zielproteins in einem Avimer ist dank des namensgebenden Aviditätseffekts für die erhöhte Bindungskraft zum Zielprotein verantwortlich.

## Eigenschaften
Avimere bestehend aus zwei oder drei A-Domänen können bereits eine Affinität zu ihren Zielproteinen im subnanomolaren Bereich zeigen. Zudem zeichnen sie sich im Vergleich zu Antikörpern durch eine erhöhte Temperaturstabilität aus. Auf Grund ihrer geringen Molekülmasse ist ihre Plasmahalbwertszeit limitiert, kann jedoch durch Bindung an Immunglobuline in vivo verlängert werden.

## Herstellung
Ausgangspunkt für die Entwicklung von Avimeren gegen ein bestimmtes Zielprotein ist eine Molekülbibliothek mit theoretisch bis zu 1023 möglichen A-Domänenpeptiden. Diese Bibliotheken werden unter Einsatz geeigneter Displaytechniken, wie beispielsweise dem Phagendisplay, selektiert. Die meistversprechenden so selektierten Klone  werden isoliert und sind Ausgangspunkt für eine weitere Molekülbibliothek, die um einen Linker und eine weitere A-Domäne pro Peptid erweitert wurde. Diese Molekülbibliothek wird abermals selektiert und gegebenenfalls erweitert. Auf diese Weise können aus mehreren A-Domänen gegen verschiedene Epitope eines Zielproteins bestehende Avimere erhalten werden. Werden die Display-Zyklen nacheinander gegen verschiedene Zielproteine durchgeführt, so können Avimere erhalten werden, die an verschiedene Zielproteine binden. Diese Technik wurde beispielsweise zur erfolgreichen Verlängerung der Plasmaproteinhalbwertzeit eines Anti-Interleukin-6-Avimers durch Erweiterung um eine Anti-Immunglobulin-G-Domäne erreicht.